# Nathan Petrelli
Nathan Petrelli egy kitalált szereplő a Hősök (Heroes) című amerikai televíziós sorozatban, akit Adrian Pasdar alakít. Nathan New Yorkban él feleségével és két fiával. Korábban kerületi ügyészként dolgozott. Ezt megelőzően az amerikai tengerészgyalogosságnál szolgált tiszti rangban. A kongresszusi képviselői választásokra készül, eltökélt célja, hogy ismét bejusson az amerikai kongresszusba.
|  | Alább a cselekmény részletei következnek! |

Nathan felfedezi, hogy képes repülni, de ezt a képességet egyáltalán nem fogadja örömmel és vonakodik szembesülni vele. Végül csak öccse, Peter nyomására fogadja el a tényt. Az évad végén megmenti New Yorkot, kockáztatva saját életét. Miután Peter felrobbant Nathan súlyosan megégett. Végül Adam Monroe vérével meggyógyul. A második évad elején kiderül hogy elvált. Az évad végén szerette volna a világ tudomására hozni hogy tud repülni, de ezt egy merénylő, ( Peter a jövőből) megakadályozta. Így Nathan nagyon vallásos lesz. Szerette volna ha a világon bárki rendelkezhet ilyen erővel, de Peter ezt megakadályozta. Kétségbeesésében az elnökhöz fordult hogy elmondja neki, hogy a világon rengeteg képességgel bíró ember van. Ezért le akarták mindet vadászni. Miután fény derül arra hogy Nathannak is van képessége menekülnie kell. Majd Nathan maga akar beszélni az elnökkel hogy álljanak le, de már Sylar egy alakváltó erejével felvette Nathan külsejét és az elnökhöz tart. A Peter és Nathan meg akarják állítani, Sylar legyőzi őket és elmegy Nathannel. Végül Sylar elvágja Nathan torkát, amibe belehal. Miután elfogják Sylart, Matt Parkman törli az emlékeit és elhiteti vele hogy ő Nathan Petrelli. Felveszi Nathan külsejét és elhitetik mindenkivel hogy még él.